# Karlo I. od Monaka
Karlo I. Grimaldi († Monako, 15. kolovoza 1357.), prvi suvereni gospodar Monaka, zbog čega se često upravo on smatra utemeljiteljem monegaške dinastije Grimaldi. Bio je najstariji od sin gospodara Cagnesa. Rainiera I. i Selvatice Del Carretto. Dana 10. travnja 1301. godine, đenoveška flota osvojila je Monako, a Karlo, njegov otac i braća morali su pobjeći u izbjeglištvo. Tijekom života, Karlo je stvorio saveznike na francuskom kraljevskom dvoru i kod gospodara Provanse iz anžuvinskog roda iz Napulja, što mu je omogućilo da, nakon trideset godina života u izbjeglištvu, ponovno osvoji Monako od Genove. Dana 12. rujna 1331. godine zauzeo je monegašku tvrđavu i vladao Monakom do svoje smrti 1357. godine.
Stvorio je bogatstvo pljačkajući mletačke trgovačke brodove uz obale Sirije i Egipta. Bio je toliko uspješan u gusarstvu, da su se Mlečani potužili papi Benediktu XII. Papa se obratio za pomoć napuljskom kralju Robertu Mudrom, koji je istovremeno bio i gospodar Provanse te zaštitnik gospodara Monaka. Međutim, kralj je odgovorio da je teritorij Karla I. od Monaka izvan njegove nadležnosti, što je prva dokumentirana potvrda da je Monako imao neovisan politički položaj.
Karlo I.je bio saveznik francuskih kraljeva u borbi protiv engleskog kralja Edvarda III., za vrijeme Stogodišnjeg rata. U međuvremenu je, nakon izbora novog dužda, prestao sukob između gvelfa i gibelina u Genovi te se i taj grad našao u savezništvu s Grimaldijevima i Francuskom proitv Engleske. U jednom trenutku francusko-monegaška koalicija je napala Portsmouth i Southampton i povukla se s velikim plijenom, neko vrijeme su Francuska i Monako kontrolirali La Manche. Poslije raspada koalicije, Karlo I. je pomagao Francuze protiv Đenovljana, a potom je pomagao Francuze protiv Engleza.
Godine 1346. osigurao je vlast nad Mentonom, a 1355. godine stekao je vlast nad Roquebruneom, koje je kupio od Nikole Spinole. Također, kupio je i Eze te Castillon od gospodara Provanse. Time je znatno povećao teritorij kneževine i osigurao joj razvoj i sigurnost. Ti teritorij izgubljeni su 1861. godine, kada su pripali Francuskoj.
Dana 29. lipnja 1352. godine uzeo je za suvladare svoje sinove Rainiera II. († 1407.) i Gabrijela te strica Antonija († 1358.), najmlađeg brata njegova oca Rainiera I.
Nakon Karlove smrti, Genova je ponovno osvojila Monako i vladala njime sve do početka 1395. godine. Knez Rainier II. predao je Monako đenoveškim snagama za 20.000 fl., ali je zadržao gospodstvo nad Mentonom i Roquebruneom. Time su Grimaldijevi po drugi put ostali bez Monaka.
Vjenčao se s Lucchinom Spinolom, kćerkom Gerarda Spinole, gospodara Dertonnea, s kojom je imao osmero djece:
- Luj od Monaka
- Rainier II. od Monaka
- Francesco od Monaka
- Gabrijel od Monaka
- Karlo od Mentonea
- Lancelot
- Rufo
- Anastazija

## Vanjske poveznice
- Karlo I., prvi vladar koji je utemeljio Monako kao neovisnu državu – hellomonaco.com (engl.)